# Красная Курья (Пермский край)
Красная Курья — посёлок в Кочёвском районе Пермского края. Входит в состав Кочёвского сельского поселения. Располагается юго-восточнее районного центра, села Кочёво, на левом берегу реки Коса. Расстояние до районного центра составляет 23 км. По данным Всероссийской переписи населения 2010 года, в посёлке проживало 92 человека (51 мужчина и 41 женщина).

## История
По данным на 1 июля 1963 года, в посёлке проживал 631 человек. Населённый пункт входил в состав Сепольского сельсовета.